# 針崎の戦い
針崎の戦い（はりさきのたたかい）は、1564年（永禄7年1月11日）に三河国針崎（現・愛知県岡崎市針崎町）で行われた合戦。三河一向一揆における最も激しい戦闘の一つで、徳川家康と一向宗門徒勢力との間で戦われた。

## 背景
永禄6年（1563年）、三河では浄土真宗門徒が徳川家康に対して蜂起し、三河一向一揆が勃発していた。針崎・土呂地区の門徒らは勝鬘寺に結集し、永禄7年（1564年）正月、家康方の上和田砦を攻撃するため進軍を開始した。

## 戦闘の経過
1月11日、一揆勢800余人が蜂屋半之丞、筧正重、本多善蔵を中心に上和田砦の木戸口に押し寄せた。これに対し家康軍は砦から杉浦勝吉、杉浦吉貞、松山、田中、市川や、大久保忠世、大久保忠勝らが突撃した。忠勝は右目を射られ、忠世も負傷した折、六名方面から土屋重治、筒井忠俊ら10騎も援軍に馳せ来た。
家康自らも出陣し、宇津興五郎が馬口を取る中、筧重忠、内藤信成、阿部正勝、植村家政、植村正勝、内藤正成、本多忠勝、鳥居元忠、鵜殿長祐、天野康景、平岩親吉、米津常春、小栗大六、松平弥右衛門、榊原忠政、伊奈市左衛門、渥美友勝、今村勝長らが次々と参戦した。一方、勝鬘寺からは増援の一揆勢が到着し、家康も銃弾2発を受けた。
激戦の中で中根喜蔵と渡辺守綱が戦い双方深傷を負った。その守綱を討とうとする鵜殿十郎三郎に対し父・渡辺高綱が駆け付け討つが、川澄文助らに攻められた高綱は、甥の内藤正成に射られた傷が原因で戦死した。また、土屋重治は家康を守り矢を受けて討ち死にした。
日暮れまで続いた戦闘は双方に多くの死傷者を出し、一揆勢は久世長宣、渡辺高綱、石川知綱ら数十名が戦死し、家康方も鵜殿十郎三郎、宇津興五郎ら5名が討ち死にした。この戦いは一揆戦の中で最も烈しい戦いとされた。戦場となった地域はかつては蓮池に囲まれた要害で、蒲掛の地名で呼ばれ、勝鬘寺周辺に針崎古戦場の痕跡が残る。

## 史跡
- 針崎古戦場
- 勝鬘寺：一揆勢の拠点となった寺院